# Hemiceras punctilla
Hemiceras punctilla är en fjärilsart som beskrevs av William Schaus 1901. Hemiceras punctilla ingår i släktet Hemiceras och familjen tandspinnare. Inga underarter finns listade i Catalogue of Life.